# 太和区
太和区（たいわ-く）は中華人民共和国遼寧省錦州市に位置する市轄区。

## 行政区画
15街道弁事処を管轄する。
- 街道弁事所：太和街道、興隆街道、湯河子街道、凌西街道、大薛街道、女児河街道、営盤街道、新民街道、王家街道、天橋街道、杏山街道、娘娘宮街道、竜棲湾街道、凌南街道、松山街道

## 交通

### 鉄道
- 中国国家鉄路集団
  - 京哈線
    - 錦州南駅

  - 朝凌高速鉄道（中国語版）
    - 錦州北駅

### 道路
- 高速道路
  -  京哈高速道路
  -  丹錫高速道路
- 国道
  -  G102国道